# Tony Cucolo

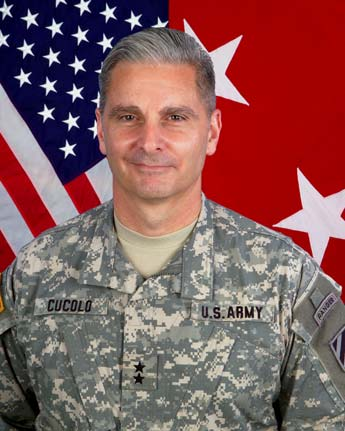
Anthony Cucolo

Anthony „Tony“ Arthur Cucolo (* 22. August 1957 in Suffern, Rockland County, New York) ist ein pensionierter Generalmajor der United States Army. Er war unter anderem Kommandeur der 3. Infanteriedivision.
Cucolos Großvater Anthony´Cucolo Sr. (1897–1983) war aus Italien in die Vereinigten Staaten ausgewandert und brachte es dort zum erfolgreichen Bauunternehmer. Sein Vater und sein Onkel waren ebenfalls Offiziere im US-Heer. Der jüngere Cucolo besuchte die öffentlichen Schulen seiner Heimat und dann die Xavier High School in New York City. In den Jahren 1975 bis 1979 durchlief er die United States Military Academy in West Point. Nach seiner Graduation wurde er als Leutnant der Infanterie zugeteilt. In der Armee durchlief er anschließend alle Offiziersränge vom Leutnant bis zum Zwei-Sterne-General.
Im Lauf seiner militärischen Karriere absolvierte Cucolo den für Offiziere in den jeweiligen Rangstufen üblichen Dienst in unterschiedlichen Einheiten und Standorten. Dazu gehörten auch Aufgaben als Stabsoffizier in verschiedenen Hauptquartieren. Unter anderem war er Bataillonskommandeur in Deutschland und bei der von der NATO geleiteten Implementation Force in Bosnien und Herzegowina. Später kommandierte er die 3. Brigade der 3. Infanteriebrigade, die zeitweise im Irakkrieg eingesetzt war.
In den Jahren 2001 bis 2003 war Cucolo Stabsoffizier in der Stabsabteilung J5 (Strategie und Planungen) bei den Joint Chiefs of Staff tätig. Im weiteren Verlauf wurde er zum Stab der 10. Gebirgsjägerdivision nach Fort Drum versetzt. Mit dieser Division wurde er nach Afghanistan verlegt, wo er in den Jahren 2003 und 2004 am dortigen Krieg teilnahm. Dort war er stellvertretender Kommandeur der Combined Joint Task Force 180, die der 10. Division unterstand.
Zwischen September 2004 und Mai 2006 war Cucolo Stabsoffizier beim United States Joint Forces Command. In dieser Zeit wurde er zeitweise nach Afghanistan und in den Irak versetzt. Anschließend leitete er zwei Jahre lang das Amt für Öffentlichkeitsarbeit der US-Armee (Chief of Public Affairs for the United States Army) im Pentagon.
Im Juli 2008 übernahm Anthony Cucolo als Nachfolger von Rick Lynch das Kommando über die 3. Infanteriedivision das er bis zum April 2011 innehatte. In dieser Zeit wurde die Division zum vierten Mal in den Irak verlegt. Dort nahm sie an der damaligen Phase der Operation Iraqi Freedom teil. Nach dem Cucolo sein Amt als Divisionskommandeur an Robert B. Abrams übergeben hatte, wurde er zum Stab des Heeresministeriums versetzt, wo er in deren Stabsabteilung G8 (Resource Management, Finanzen und Haushalt) tätig war.
Im Juni 2012 wurde Cucolo zum Stützpunkt Carlisle Barracks in Pennsylvania versetzt, wo er das Kommando über das United States Army War College übernahm. Dieses Amt hatte er bis Juni 2014 inne. Im September des gleichen Jahres schied er aus dem aktiven Militärdienst aus.
Zwischen 2014 und 2019 arbeitete Anthony Cucolo für das Universitätsverbundsystem University of Texas System. Danach wurde er Vorstandsmitglied des National Security Innovation Councils. Außerdem ist er unter anderem Mitglied im Vorstand der Denkfabrik Texas 2036. Im März 2021 wurde er Präsident und Vorstandsvorsitzender der in Austin ansässigen Nonprofit-Organisation Professional Contract Services, Inc. (PCSI), die sich mit Belangen von Veteranen und Behinderten befasst.

## Orden und Auszeichnungen
Anthony Cucolo erhielt im Lauf seiner militärischen Laufbahn unter anderem folgende Auszeichnungen:
- Army Distinguished Service Medal
- Bronze Star Medal
- U.S. State Department Superior Achievement Award
- Orden der Ehrenlegion